# 德胜门外大街
德胜门外大街位于北京市西城区，北起马甸桥与京藏高速公路和G6辅路相接，南至德胜门。德胜门往北五公里处，是元大都的健德门，元亡后，明初改建北京城，把大都的北部城墙，向南缩了五公里，即今二环路位置，健德门改为德胜门。